# Holmy Sviridova
Die Holmy Sviridova (englische Transkription von russisch Холмы Свиридова Cholmy Swiridowa, deutsch ‚Swiridow-Hügel‘) sind ein Hügel an der Küste des ostantarktischen Enderbylands. Er ragt auf dem Point Widdows an der Einfahrt zur Freeth Bay auf.
Russische Wissenschaftler benannten ihn. Der Namensgeber ist nicht überliefert.